# Тараторкин, Георгий Георгиевич
Гео́ргий Гео́ргиевич Тарато́ркин (11 января 1945, Ленинград — 4 февраля 2017, Москва) — советский и российский актёр театра и кино. Народный артист РСФСР (1984). Секретарь Союза театральных деятелей России и президент ассоциации «Золотая маска».

## Биография

### Ранние годы
Родился 11 января 1945 года в Ленинграде в семье Георгия Георгиевича Тараторкина и Нины Александровны Тараторкиной. Он вырос в трудное послевоенное время. После школы он работал осветителем в Театре юного зрителя, где его заметил художественный руководитель театра Зиновий Корогодский и принял в драматическую студию Брянцевского молодёжного театра. В 1966 году окончил студию при Ленинградском ТЮЗе им. А. А. Брянцева, учился у Зиновия Корогодского и до 1974 года играл в ТЮЗе ведущие роли в большинстве спектаклей, поставленных Корогодским.

### Карьера

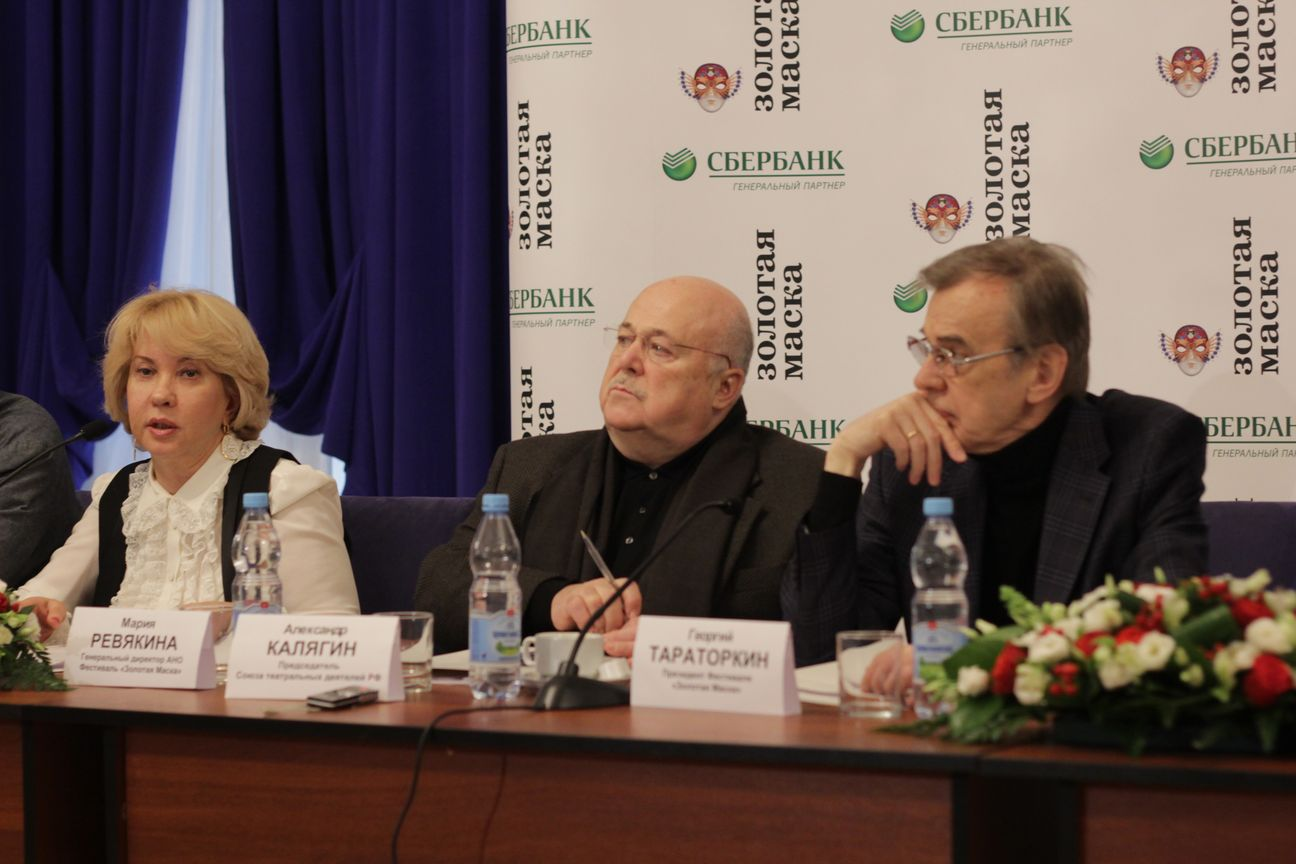
Пресс-конференция премии «Золотая маска» 3 ноября 2015 года (вместе с А. Калягиным и М.Ревякиной)

С 1968 года актёр начал сниматься в кино (первый фильм — «Софья Перовская»).
К 1969 году на экраны вышел фильм «Преступление и наказание» по роману Ф. М. Достоевского. В нём он создал образ Родиона Раскольникова. В 1974 году был приглашен в Театр имени Моссовета. Первой ролью стал уже сыгранный в кино Раскольников в известном спектакле Юрия Завадского «Петербургские сновидения», поставленном в 1969 году (на сцене театра в этой роли блистал Геннадий Бортников).
Позже[когда?] актёр сыграл ряд других ролей, включая Стрельцова в спектакле «Они сражались за Родину», Ивана в «Братьях Карамазовых», Каренина в «Живом трупе».
В 1970—1980-е годы, когда поэзия была особенно популярна на эстраде, радио и литературных вечерах, много выступал с поэтическими программами по произведениям Александра Блока и других поэтов «Серебряного века». Критики неоднократно отмечали мастерство артиста, его редкое умение донести не только содержание, но и красоту формы стиха.
С 1996 года преподавал во ВГИКе актёрское мастерство, вёл курс. В этом же году был избран первым секретарём Союза театральных деятелей России.
В 1997 году создал цирковой театр «Балаганчик», в котором поставил цирковой спектакль «Каштанка» по рассказу А. П. Чехова.
За последнее десятилетие[когда?] на сцене Театра им. Моссовета сыграл главные роли в спектаклях режиссёра Ю. Ерёмина:
- «Не будите мадам» по Жану Аную и
- «Серебряный век» по Михаилу Рощину.

С 4 ноября 2005 года был занят в главной роли (адмирала Колчака) в спектакле Иркутского академического драматического театра имени Н. П. Охлопкова «Колчак» («Звезда адмирала») по пьесе Сергея Остроумова, для участия в спектаклях он периодически летал в Иркутск. Во время гастролей театра в Москве в мае 2006 года спектакль был дважды показан на сцене театра им. Моссовета.
В 2008 году стал сторонником партии «Единая Россия».
В 2013 году актёр снялся на киностудии «RWS» в 8-серийном шпионском сериале «С чего начинается Родина» у режиссёра Рауфа Кубаева в роли разведчика Дмитриева.

### Личная жизнь
Жена — Екатерина Георгиевна Маркова (род. 1946), дочь советского писателя Г. М. Маркова, актриса, писатель. Работала в театре «Современник». Актриса Московского театра «Ангажемент».
- Сын — Филипп Георгиевич Тараторкин (род. 1974), кандидат исторических наук, доцент кафедры истории России средневековья и нового времени Историко-архивного института Российского государственного гуманитарного университета (РГГУ), директор Научно-образовательного центра «Гуманитарный архив РГГУ», заместитель главного редактора журнала «Исторический вестник». Профессионально владеет английским языком. Стажировки: в 1989—1991 — Shrewsbury High School, Великобритания; в 1993 — Оклахомский университет, США; в 1997 — Британская национальная библиотека (The British Library), Лондон; в 1998—1999 — Caius College, Великобритания.[8]
  - Внук — Фёдор Филиппович Тараторкин
  - Внук — Михаил Филиппович Тараторкин

- Дочь — Анна Георгиевна Тараторкина (род. 1982), актриса. В 2004 году окончила Высшее театральное училище им. Щепкина (руководитель курса В. И. Коршунов). С 2004 года — актриса Российского академического молодёжного театра. Участвует в спектаклях Театра имени Моссовета.
  - Внук — Никита Александрович Ратников (род. 2010)

### Болезнь и смерть
В последние годы жизни актёр боролся с тяжёлой онкологической болезнью. В конце января 2017 года он был госпитализирован в одну из московских больниц.
Скончался 4 февраля 2017 года в Москве на 73-м году жизни. Церемония прощания состоялась 6 февраля в театре имени Моссовета. Похоронен актёр на Троекуровском кладбище Москвы.

## Творчество

### Театр
Ленинградский Государственный ТЮЗ
- «Тебе посвящается» — Виталий Ромадин
- «Глоток свободы» — Николай I
- «После казни прошу…» — Пётр Шмидт
- «Хозяин» — Алексей Пешков
- «Борис Годунов» — Борис
- «Гамлет» — Гамлет
- «Свои люди — сочтёмся» — Подхалюзин

Театр имени Моссовета
- 1974 — «Петербургские сновидения» по роману Ф. М. Достоевского «Преступление и наказание» — Родион Раскольников
- 1975 — «Они сражались за Родину» по роману М. А. Шолохова— Николай Стрельцов
- 1976 — «День приезда — день отъезда» В. К. Черных — Петров
- 1976 — «Дом на песке» по пьесе Рустама Ибрагимбекова, режиссёр: Борис Щедрин — Эльдар
- 1977 — «Версия» А. Штейна — Александр Блок
- 1979 — «Братья Карамазовы» по роману Ф. М. Достоевского, режиссёр: П. О. Хомский — Иван
- 1981 — «Живой труп» Л. Н. Толстого, режиссёр: Борис Щедрин — Виктор Каренин
- 1983 — «Суд над судьями» Э. Манна — Оскар Рольфе
- 1985 — «Виноватые» А. Н. Арбузова — Соколик
- 1986 — «Завтрак с неизвестными» В. Дозорцева — Старо
- 1989 — «Максим в конце тысячелетия» по пьесе Л. Г. Зорина, режиссёр: П. О. Хомский — Орехов
- 2014 — «Римская комедия (Дион)» Л. Зорина, режиссёр: П. О. Хомский — Дион
- «Ревизия» — Константин
- «У врат царства» К. Гамсуна — Ивар Карено
- «Цена» — Виктор Франц
- «Не будите мадам» Ж. Ануя — Жюльен Палюш
- «Серебряный век» (Виктор Михайлович)

Иркутский драматический театр имени Н. П. Охлопкова
- 2005 — «Встречи с адмиралом Колчаком»/«Звезда адмирала» С. Остроумова — адмирал Колчак (премьера — 4 ноября 2005)[10]

Театр «Сфера»
- «Нездешний вечер» (с сезона 2013—2014)

Другое
- «Ночь трибад» — Август Стриндберг (постановка Андрея Житинкина)
- Драматический театр имени В. Г. Короленко
- «Коварство и любовь» — Президент фон Вальтер (постановка Владимира Поглазова)

### Фильмография
- 1967 — Софья Перовская — Игнатий Гриневицкий, народоволец-бомбометатель
- 1967 — Незабываемое — Иван Чабан
- 1968 — Гроза над Белой — Валериан Куйбышев
- 1969 — Преступление и наказание — Родион Раскольников
- 1972 — Меченый атом — Евгений Казанский, художник-реставратор
- 1972 — Перевод с английского — Виталий Павлович Дудин («Числитель»), учитель математики — главная роль
- 1973 — Дела сердечные — Евгений Павлович, врач-кардиолог
- 1974 — Чисто английское убийство — Роберт Уорбек
- 1975 — Победитель — Георгий Евгеньевич Мокашёв, поручик, командир роты, белогвардеец
- 1976 — Моё дело — Семеняка
- 1977 — Отклонение — ноль — Антон Блыш, лётчик-испытатель
- 1977 — 1979 — Открытая книга — Дмитрий Львов
- 1979 — Маленькие трагедии — Александр Чарский
- 1980 — Крах операции «Террор» — Михаил Сладкопевцев
- 1980 — Карл Маркс. Молодые годы — Герман Эвербек[нем.]
- 1980 — Рассказ неизвестного человека — Георгий Орлов
- 1982 — Богач, бедняк — Рудольф Джордах
- 1982 — Самая длинная соломинка — Юрис Вилкс
- 1983 — Лунная радуга — Тимур Кизимов
- 1984 — Нам не дано предугадать
- 1985 — Набат на рассвете
- 1986 — Последний репортаж — Петер Лобенштейн
- 1988 — Прости нас, сад — Максим Сергеевич Матушкин
- 1990 — Папашка и мэм — Андрей
- 1990 — Хомо новус — Александр Петрович
- 1991 — Исчадье ада — Жорж
- 1991 — Умирать не страшно — музыкант
- 1992 — Дюба-дюба — адвокат
- 1999 — Умирать легко — Феликс Лужин, психиатр
- 2000 — 24 часа — генерал
- 2003 — Любовь императора — Александр II
- 2003 — Спас под берёзами — Валаев
- 2004 — Нежное чудовище — полковник Егорычев
- 2004 — Шахматист — Зотов
- 2004 — Они танцевали одну зиму — отец Андрея
- 2005 — Гражданин начальник — Орехов
- 2005 — 2006 — Не родись красивой — Павел Жданов
- 2007 — Служба доверия — Крылов
- 2007 — Сыщик Путилин — Пётр Довгайло
- 2009 — Капля света (Украина) — Павел Алексеевич Селезнёв
- 2010 — Плен страсти — Максим Горький
- 2014 — С чего начинается Родина — Дмитрий Фёдорович Дмитриев, генерал ГРУ СССР в отставке
- 2015 — Запрет — отец Андрей
- 2015 — Таинственная страсть — Репин
- 2016 — Личное пространство — Академик Сергей Владимирович Тихомиров

Телеспектакли
- 1974 — Баллада о парнишке (фильм-спектакль)
- 1978 — День приезда — день отъезда (фильм-спектакль) — Петров, психолог
- 1983 — Сирано де Бержерак — Сирано де Бержерак
- 1987 — Живой труп — Виктор Михайлович Каренин
- 2008 — Серебряный век — Виктор Михайлович

### Озвучивание
Радиоспектакли
- 1989 — Подпоручик Киже

Мультфильмы
- 1976 — Чуридило — художник
- 2004 — Щелкунчик — Мастер Дроссельмейер, папа Маши и Николки

## Награды и премии
- Орден «Знак Почёта» (1971 год)[11][12]
- Государственная премия РСФСР имени братьев Васильевых (28 декабря 1971 года) — за создание художественного фильма «Преступление и наказание»[13].
- Почётное звание «Заслуженный артист РСФСР» (31 декабря 1976 года) — за заслуги в области советского киноискусства[14]
- Народный артист РСФСР (28 апреля 1984).
- Орден Почёта (15 августа 1998 года) — за многолетнюю плодотворную деятельность в области театрального искусства[15].
- Орден «За заслуги перед Отечеством» IV степени (1 октября 2005 года) — за большой вклад в развитие театрального искусства и многолетнюю творческую деятельность[16].
- Премия Правительства Российской Федерации 2014 года в области культуры (17 декабря 2014 года) — за театральный фестиваль «Золотая маска»[17].